# Srpice barvířská

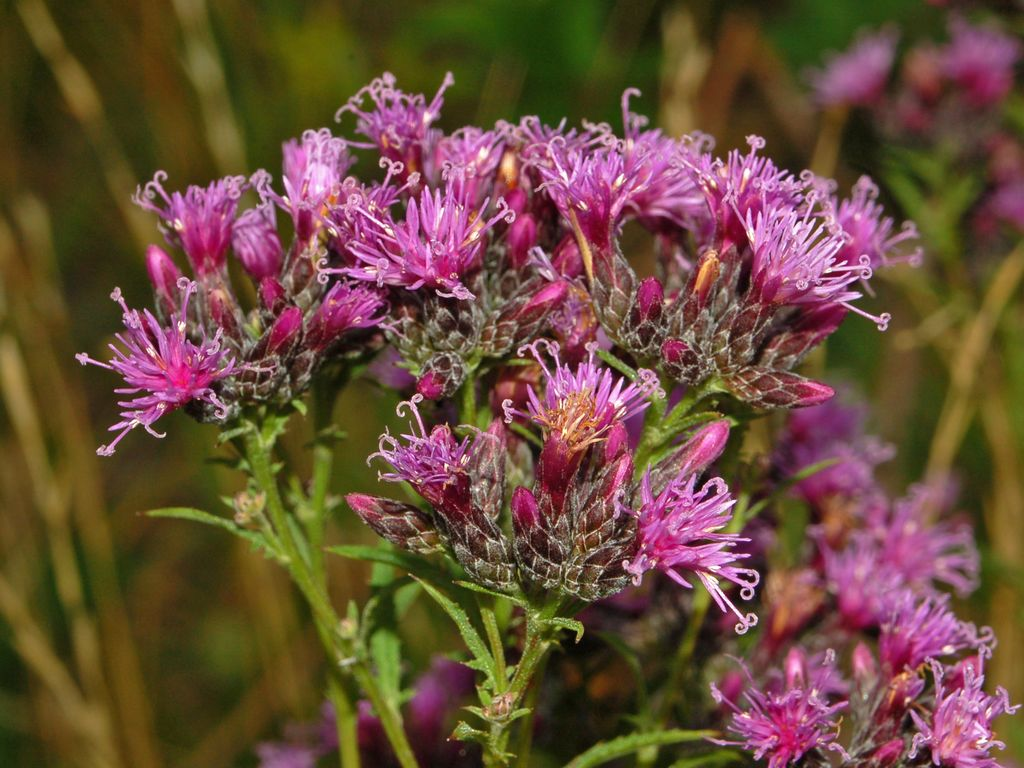
Květenství

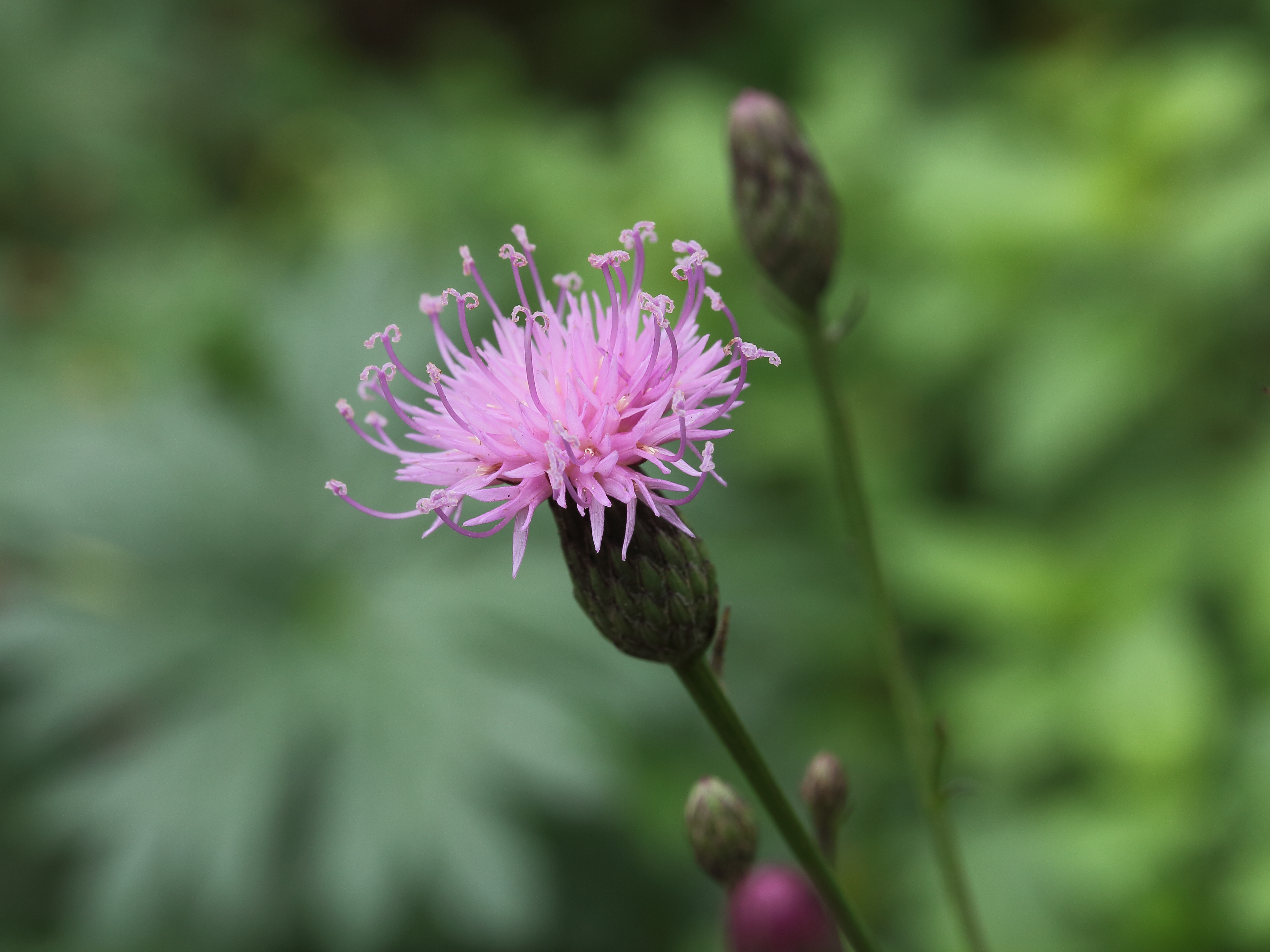
Úbor s kvetoucími květy

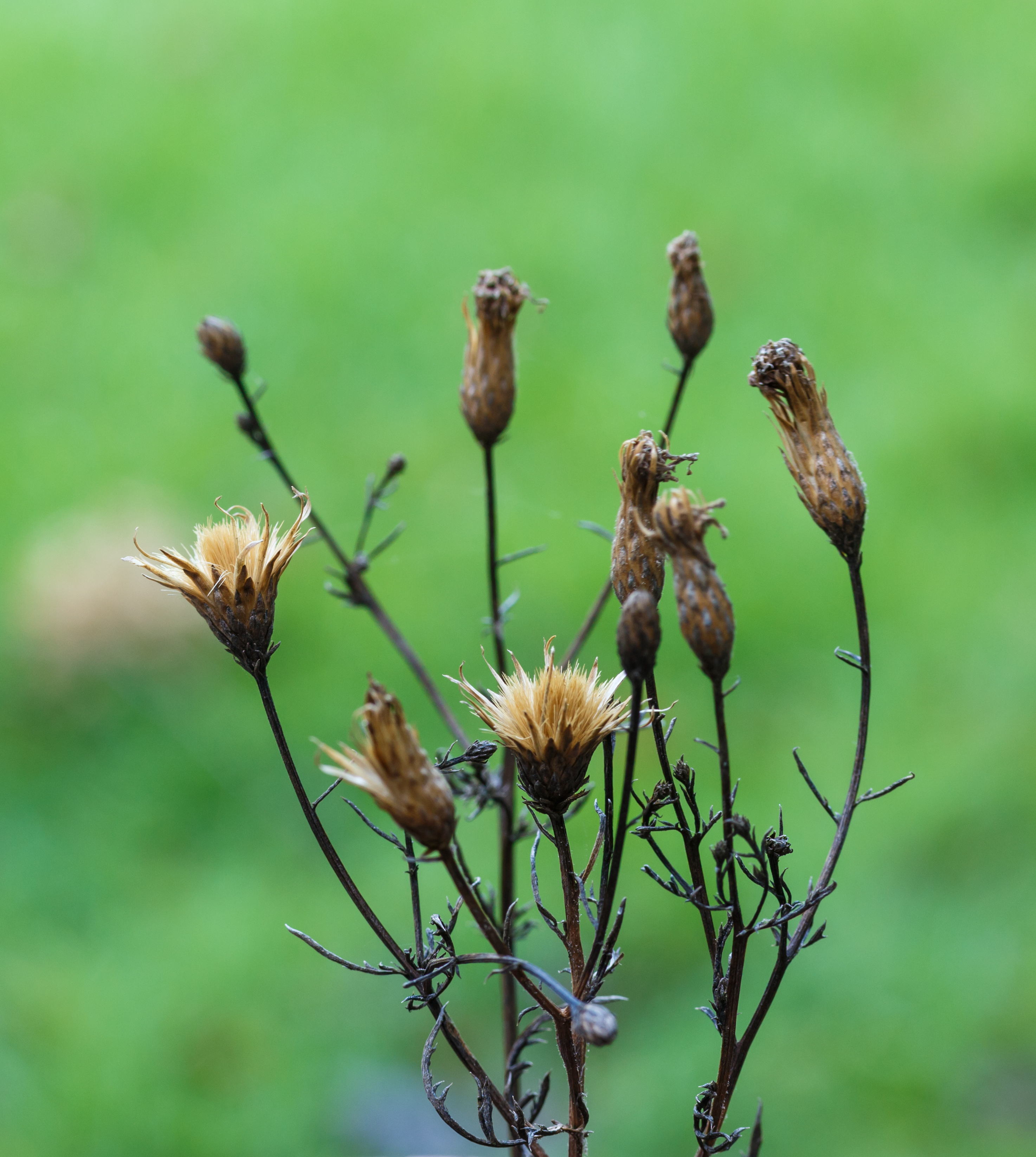
Úbor s nažkami

Srpice barvířská (Serratula tinctoria) je vytrvalá, okolo půl metru vysoká bylina s úbory červenofialově zbarvených květů. V české přírodě je původním a jediným druhem rodu srpice, kvete poměrně pozdě, od července do září a semena dozrávají od srpna do října. Před rozmachem syntetických barviv byla pěstována k barvení látek, odtud pochází její druhové jméno „barvířská“. Nyní roste jako rostlina bez ekonomického významu a pro mizející stanoviště a klesající počty kvetoucích jedinců je hodnocena jako vzácnější druh české květeny, který vyžaduje další pozornost (C4a).

## Rozšíření
Převážně evropský druh vyskytující se téměř v celé Evropě, od Pyrenejského poloostrova a Britských ostrovů na západě až po východní hranici evropského Ruska na Uralu. Roste také v asijské oblasti Turecka přiléhající k Černému moři a v africkém Alžírsku u Středozemního moře.
V České republice je rozšířena, vyjma středních a vyšších poloh oreofytika, téměř po celém území. V polovině 20. století bývala dosti hojná, zvláště v lesnatých územích s vlhkými loukami. V současnosti se vyskytuje roztroušeně, až místy hojně, zejména v nižších a středních polohách východních, středních, severozápadních a jižních Čech a na jižní a střední Moravě. Nejčastěji roste v okolích dolních toků řek a v rybničních oblastech.

## Ekologie
Hemikryptofyt rostoucí na střídavě vlhkých až vysychavých loukách a pastvinách, stejně jako v teplomilných doubravách nebo bučinách a na lesních pasekách. Teplomilná rostlina, které nejvíce prospívají živinami bohaté půdy, slabě zásadité až slabě kyselé a s kolísající hladinou podzemní vody. Ploidie druhu je 2n = 22.

## Popis
Vytrvalá rostlina s lodyhou vysokou 40 až 80 cm, v horní části větvenou, která konce léta kvete červenofialovými květy sestavenými do úborů. Lodyha vyrůstá z krátkého, dřevnatějícího oddenku a je přímá, lysá a lesklá, hranatá a až pod úbory řídce listnatá. Přizemní listy v růžici jsou dlouze řapíkaté, čepele mají vejčitě kopinaté a 10 až 20 cm dlouhé. Lodyžní listy vyrůstají střídavé, jsou přisedlé, jednoduché, nejvýš 5 cm dlouhé, obvykle lyrovitě peřenodílné a vzácně celistvé. Všechny listy jsou po obvodě drobně zubaté, tmavě zelené, lysé a nemají palisty.
Květy vyrůstají v úborech 1 až 1,5 cm širokých, které vytvářejí chudá chocholičnatá květenství. Zákrov je víceřadý, střechovitě se překrývající listeny jsou vejčitě kopinaté, špičaté, bez přívěsků, po obvodě pilovité a mnohdy nafialovělé. Všechny květy mají kalich redukovaný a korunu srostlou do trubky, středové květy jsou oboupohlavné a okrajové jsou samičí, většinou jsou všechny zbarvené červenofialově, vzácně bíle nebo růžové. V oboupohlavném květu je pět tyčinek s dvouhrotými prašníky a ztlustlá čnělka s dvoulaločnou bliznou. Přenos pylu z prašníků na blizny zajišťuje hmyz.
Plody jsou asi 5 mm dlouhé, vejčité, lysé nažky s víceřadým, nažloutlým chmýrem s nesrostlými paprsky.

## Význam
V minulosti se čerstvá nebo sušená nať používala s mořidly (soli kovů) k barvení příze na žluté nebo zelené odstíny. Rostlina barví sama o sobě, ale přidáním mořidla se dosáhne požadovaného odstínu a větší stability barvy. Mořidlo přímo ovlivní barevný odstín a přidáváme je do barvicích lázní nebo jimi barvený materiál předem moříme. Lze takto u srpice barvířské docílit těchto barev:
- Jasně žlutá – mořidlo: síran draselno-hlinitý (kamenec)
- Hráškově zelená – mořidla: nejprve síran měďnatý a pak síran draselno-hlinitý
- Žlutozelená – mořidla: nejprve síran draselno-hlinitý a pak síran železnatý.[2][7]